# TM Racing
|  | No s'ha de confondre amb TGM. |

TM Racing és una empresa italiana fabricant de motocicletes i motors de kart que fou fundada el 1977 a Pesaro. Les sigles TM deriven de les inicials de Thomas i Mirko, els noms dels fills dels dos fundadors. La marca és coneguda pels seus models de fora d'asfalt (motocròs i enduro), a més dels de supermoto.

## Història

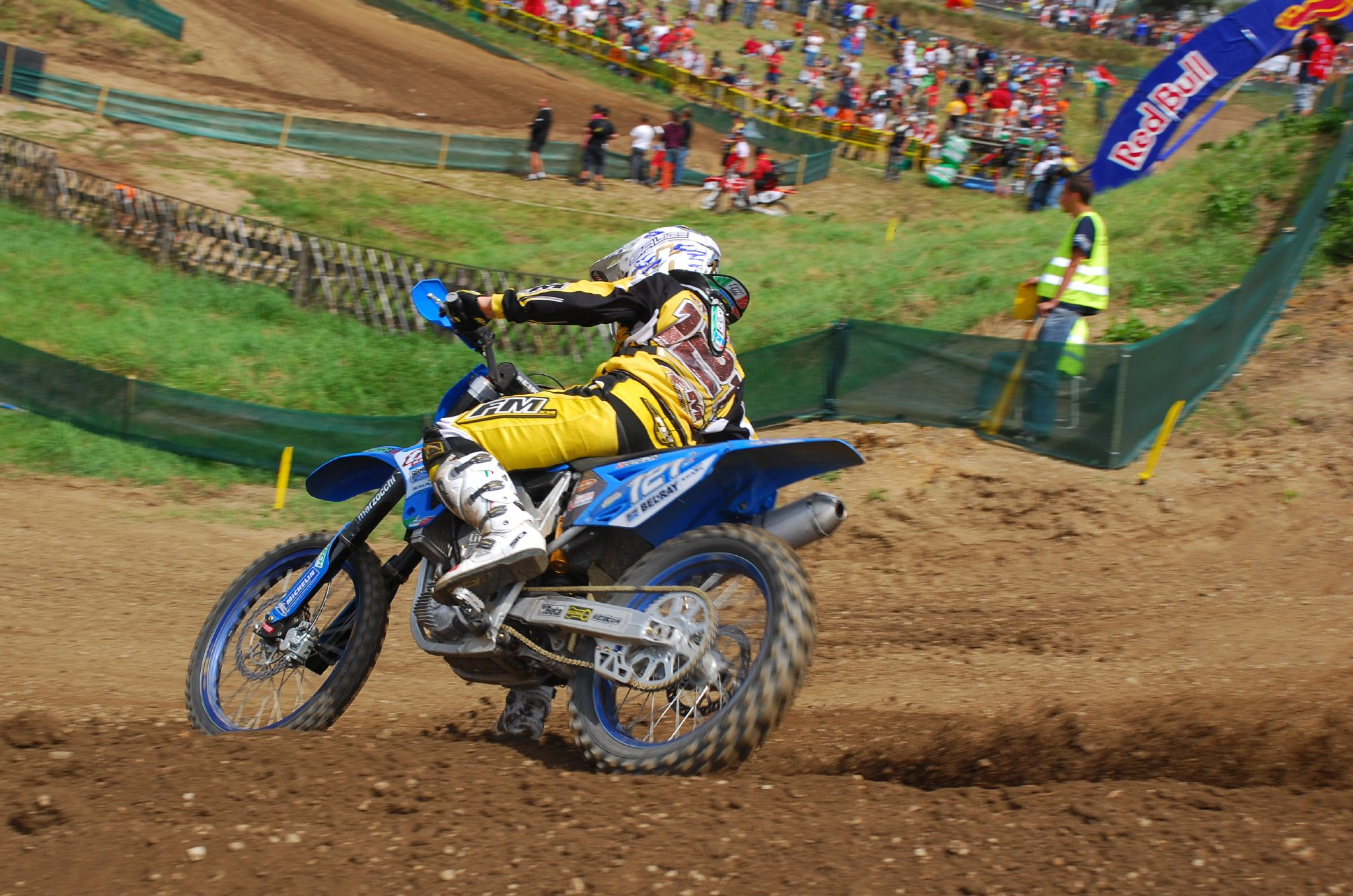
Alessio Chiodi amb la TM de MX1 al GP de la República Txeca el

Els fundadors de TM van ser Claudio Flenghi (motociclista experimentat) i Francesco Battistelli (mecànic amb experiència en la construcció de bastidors i apassionat del motocròs). Flenghi havia treballat a MotoBi i Benelli. Tots dos van començar preparant models de sèrie fins al 1976, any en què van crear la seva primera motocicleta equipada amb un motor d'elaboració pròpia. Es tractava d'un exemplar únic, creat gairebé per plaer, però va resultar molt eficaç en el camp de la competició i va provocar que els dos amics iniciessin la seva pròpia empresa l'any següent.
Presentades al Saló de Milà de 1977, les motocicletes TM van tenir immediatament un èxit inesperat, de manera que la producció se'n va traslladar ràpidament des del petit taller de Flenghi a una fàbrica real a la via Fano, a Pesaro. Ja el 1978, TM va produir 200 motos de motocròs i l'any següent va presentar-ne les versions d'enduro.
Una característica fonamental de les motocicletes TM és la seva essència de models de competició. L'empresa fa servir els millors components disponibles al mercat per tal d'oferir motos d'alt nivell tècnic, preparades de sèrie per a les curses.
Tot i que TM començà fent servir motors de dos temps, l'evolució de les motocicletes de fora d'asfalt cap a la tecnologia dels quatre temps, a partir del tombant de segle, va portar l'empresa a desenvolupar una gamma de motors de 4T en les cilindrades de 250, 400 i 530 cc. Més tard, el motor de 400 es va apujar a 450 cc.
Seguint les noves tendències del mercat, en els darrers anys la firma ha afegit al seu catàleg la gamma de supermoto. Paral·lelament a les motocicletes, TM també desenvolupa i produeix karts, els quals han demostrat també ser competitius.

### Capítol 144
El 2006, l'AMA, a causa de la pressió exercida per KTM, va canviar la normativa dels seus campionats Amateur per a permetre que les motocicletes amb motor de dos temps de 144 cc hi competissin contra les de 250 de quatre temps. A Europa es va fer el mateix i a les motos de 144 cc de 2T també se'ls va permetre competir contra les de 250 de 4T a la categoria MX2, però només als campionats europeus.
TM Racing va ser la primera empresa a presentar i vendre els seus models 144 2T. La 144 de TM no és una simple 125 "rectificada", sinó una moto diferent amb un motor totalment redissenyat, no només en l'apartat tèrmic.

### Evolució dels bastidors
Fins al 2007, els bastidors emprats per TM a les seves motocicletes eren fets d'acer amb aliatge de crom-molibdè. A partir del 2008, després d'haver provat un nou xassís en competició a la MX-F 450 de Manuel Priem, l'empresa va llançar nous models amb bastidor d'alumini.

## Palmarès

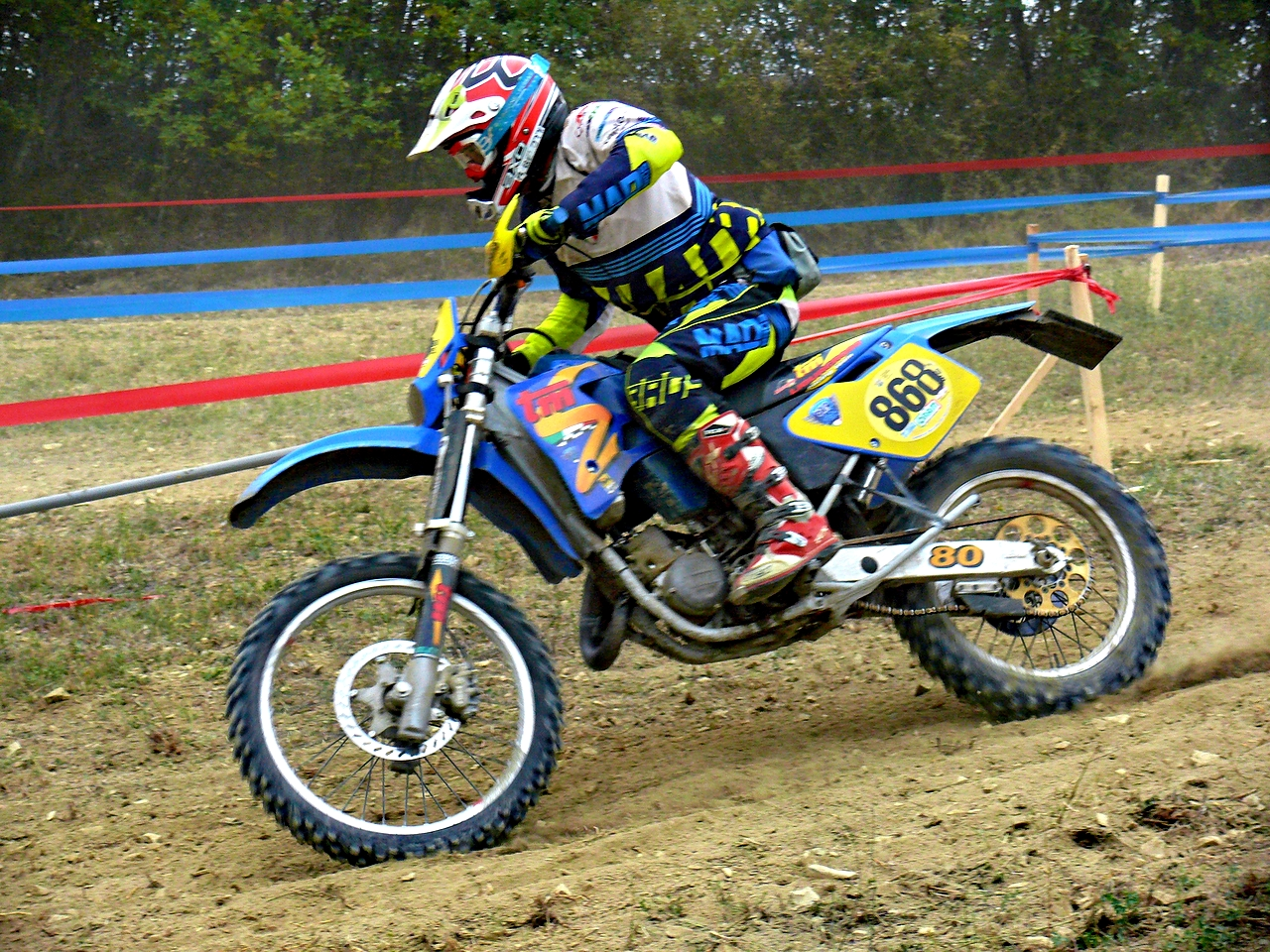
Una TM T80 RS d'enduro en una competició a Itàlia el 2017

TM Racing ha participat amb èxit durant anys en tota mena de campionats estatals i internacionals de motocròs, enduro i supermoto. Entre altres títols, l'empresa ha guanyat els següents:
- Campionat d'Europa d'enduro 80cc 2T del 1987 al 1989, amb Gianmarco Rossi i Pierfranco Muraglia.
- Campionat d'Europa d'enduro 125cc 2T el 1987, amb Davide Trolli.
- Campionat del Món d'enduro 80cc 2T el 1993, amb Gianmarco Rossi.
- Campionat del món d'enduro 125cc 2T el 1998, amb Roman Michalík.
- Campionat del món d'enduro E1 el 2015, amb Eero Remes.
- Campionat del món de Supermotard consecutivament des del 2012, amb els seus pilots Thomas Chareyre i Mauno Hermunen.